# Велпатасвир/Софосбувир
Велпатасвир/Софосбувир — комбинированный препарат для лечения гепатита C, содержит два действующих вещества — ингибитор вирусного белка NS5A Велпатасвир и белка NS5B Софосбувир.
Является первым универсальным препаратом для лечения всех генотипов 1—6 вируса гепатита C, но в основном используется для генотипов 2 и 3. В зависимости от генотипа вероятность выздоровления колеблется в пределах 95—99 %.
Оригинальный препарат выпускается с торговым наименованием Epclusa, также разные компании выпускают его дженерики.

## История
- Препарат разработан фармацевтической компанией Gilead Sciences и одобрен FDA в июне 2016 года[1][2].
- В Европейском союзе он был утверждён 6 июля 2016 года для лечения хронического гепатита С у взрослых[3].
- Первый дженерик, Sofosvel, начал производиться Beacon Pharmaceuticals[англ.] в Бангладеш в июле 2016 года[4].

## Эффективность и безопасность
Велпатасвир/Софосбувир имеет высокую эффективность — у 95—99 % пациентов вирус гепатита C не обнаруживается в плазме крови по окончании 12-недельного курса лечения. При этом среди пациентов с нескомпенсированным циррозом печени — у 94 %.

## Применение
Велпатасвир/Софосбувир назначается взрослым хроническим больным гепатитом C, стандартная дозировка — по одной таблетке в день, продолжительность курса — 12 недель. У пациентов с нескомпенсированным циррозом печени Велпатасвир/Софосбувир сочетается с рибавирином.

## Побочные эффекты
Общими побочными эффектами (более 10 % пациентов) являются головная боль, усталость и тошнота. В исследованиях серьёзные побочные эффекты наблюдались у 3 % пациентов, и 0,2 % прекратили терапию из-за них. Эти эффекты возникали с одинаковой частотой у пациентов с плацебо.